# قانون متجاوز حدود السلطة الوطنية
القانون المتجاوز لحدود السلطة الوطنية هو أحد أشكال القانون الدولي، ويقوم على الحد من حقوق الدول ذات السيادة بين بعضها البعض. وهو يختلف عن القانون الدولي العام، لأنه في إطار هذا القانون، تتنازل الدول صراحةً عن حقها في اتخاذ القرارات القضائية لصالح مجموعة من المحاكم المشتركة. ويُعَد مجلس الأمن التابع للأمم المتحدة والمنظمات الفرعية له، مثل محكمة العدل الدولية، المحاكم الوحيدة المتجاوزة لحدود السلطة الوطنية التي تحظى بقبول دولي.

## القانون الأمريكي المتجاوز لحدود السلطة الوطنية
لقد كانت وثائق الكونفدرالية، المعروفة رسميًا باسم وثائق الكونفدرالية والوحدة الدائمة، أول اتفاقية تتجاوز حدود السلطة الوطنية، حيث تم بموجبها توحيد 13 ولاية ذات سيادة في حكومة مشتركة، وهي الحكومة التي صارت فيما بعد الولايات المتحدة الأمريكية. لكن الحكومة المركزية أثبتت ضعفها في إدارة الاقتصاد النامي؛ إذ عانت الولايات ذات السيادة من الديون القومية، وأدارت عملاتها المحلية على نحو مستقل دون تنسيق مركزي. فتوقف العمل بالحكومة المتجاوزة للحدود الوطنية، واتحدت الولايات ذات السيادة في صورة دولة واحدة بموجب دستور الولايات المتحدة الأمريكية في عام 1785.

## قانون الاتحاد الأوروبي المتجاوز للحدود الوطنية
لقد كان قانون الاتحاد الأوروبي' النموذج التالي لإطار العمل القانوني المتجاوز للحدود الوطنية. وحشدت الدول ذات السيادة في الاتحاد الأوروبي سلطاتها عن طريق نظام المحاكم والمؤسسات السياسية. فصار بإمكانها فرض الأعراف القانونية ضد المواطنين والدول الأعضاء أو لصالحهم، على نحو لا يحققه القانون الدولي العام. ووفقًا لمحكمة العدل الأوروبية في قضية 26/62، NW Algemene Transporten Expeditie Onderneming van Gend en Loos v Nederlandse Admniistratie der Belastingen [عام 1963] ECR 1، (المعروفة عادةً باسم Van Gend en Loos فقط)، يمثل هذا القانون «نظامًا قانونيًا جديدًا في القانون الدولي».:
وقد فوض الاتحاد الأوروبي سلطته السيادية والقضائية بموجب المعاهدات. وهذه الحقوق التي تنص عليها المعاهدات تنطبق على الأفراد."
معاهدة لشبونة هي اتفاقية دولية عدّلت المعاهدتين اللتين تتضمنتا الأساس الدستوري للاتحاد الأوروبي، وبدأ تنفيذها يوم 1 ديسمبر عام 2009. وقد عززت هذه المعاهدة من حقوق الإنسان التي يتمتع بها الأفراد في جميع الدول الأعضاء فيما عدا ثلاث دول فقط. ولا ينطبق ميثاق الاتحاد الأوروبي للحقوق الأساسية الذي تفسره محكمة العدل الأوروبية بشكل كامل على المملكة المتحدة وبولندا وجمهورية التشيك وفق البروتوكول البريطاني.

## حواشٍ
1. ↑  "C-26/62 Van Gend en Loos v. Nederlanse Administratie Der Belastingen". Eur-Lex. مؤرشف من الأصل في 2019-06-02. اطلع عليه بتاريخ 2007-01-19.

## وصلات خارجية
- South-American Community of Nations